# Akademicki teatr
Akademicki teatr (ros. академический театр) – honorowy tytuł nadawany największym i najstarszym teatrom na obszarze dawnego Związku Socjalistycznych Republik Radzieckich.
Tytuł został ustanowiony w roku 1919 i nadano go sześciu najstarszym teatrom w Związku Sowieckim, w tym m.in. Teatrowi Bolszoj (założony w 1776), moskiewskiemu Teatrowi Małemu (założony w 1776), Moskiewskiemu Akademickiemu Teatrowi Artystycznemu (założony w 1898), Teatrowi Aleksandryjskiemu w Sankt Petersburgu (założony w 1832), Teatrowi Maryjskiemu (założony w 1860) oraz Teatrowi Michajłowskiemu (założony w 1833). W 1920 wszystkie teatry akademickie stworzyły stowarzyszenie, które funkcjonowało jedynie przez rok.
Nadawanie tytułu honorowego teatrom przyjęło się w wielu krajach bloku socjalistycznego, np. na Ukrainie (Ukraiński Akademicki Teatr Dramatycznym im. Tarasa Szewczenki w Charkowie), Białorusi (Narodowy Teatr Akademicki im. Janki Kupały) oraz Litwie (Litewski Narodowy Teatr Dramatyczny – do 1998).